# Quiosc de l'Arpa
El quiosc de l'Arpa és una obra modernista del municipi de Manresa (Bages), dissenyada per Josep Firmat i Serramalera, i protegida com a bé cultural d'interès local.

## Descripció
És un quiosc d'estil modernista, situat a la plaça Fius i Palà, que forma un conjunt harmònic amb la casa Torrents, coneguda popularment com «la Buresa», situada a la mateixa plaça. La seva tipologia és pròpia de principis de segle, moment en què les ciutats s'embelleixen fruit del desenvolupament econòmic i burgès. El quiosc és una edificació aïllada, de reduïdes dimensions, que estava dedicat a la venda de diaris i revistes. La seva base, quadrada, té unes dimensions de 2,20 × 2,20 m. i una alçada interior de 3,2m. La seva estructura consta de tres parts: un basament de pedra esculpida amb motius geomètrics i florals; un cos de fusta i vidre, que resol la transició a la coberta mitjançant una franja d'ornamentació concebuda com a capitell, i una coberta, amb volta de canó en forma de creu, d'alumini gofrat, damunt la qual, un element treballat en ferro dona esveltesa al conjunt.

## Història
El quiosc, obra de l'arquitecte Josep Firmat i Serramalera, va instal·lar-se el 20 d'abril de 1917, per la raó social Salles i Amat per substituir-ne un d'anterior exclusivament de fusta, obra d'Ignasi Oms. El seu disseny està inspirat en el del quiosc de l'Anís del Mono, situat a l'estació de Badalona, dissenyat per Josep Puig i Cadafalch.
El quiosc ha estat restaurat tres vegades, els anys 1992, 2011 i 2019/2020. La darrera restauració va consistir en una actuació en la part superior del quiosc i en tots els elements decoratius.Se'n va refer tota l'estructura interior de fusta, que estava molt malmesa per l'atac de tèrmits, s'hi van fer treballs per evitar que hi entri l'aigua de la pluja i s'hi va aplicar un tractament protector de la fusta.